# Mikroregion Curitibanos

Mikroregion Curitibanos

Mikroregion Curitibanos – mikroregion w brazylijskim stanie Santa Catarina należący do mezoregionu Serrana. Ma powierzchnię 4.777,4 km²

## Gminy
- Abdon Batista
- Brunópolis
- Campos Novos
- Curitibanos
- Frei Rogério
- Monte Carlo
- Ponte Alta
- Ponte Alta do Norte
- Santa Cecília
- São Cristóvão do Sul
- Vargem
- Zortéa